# Heimskringla

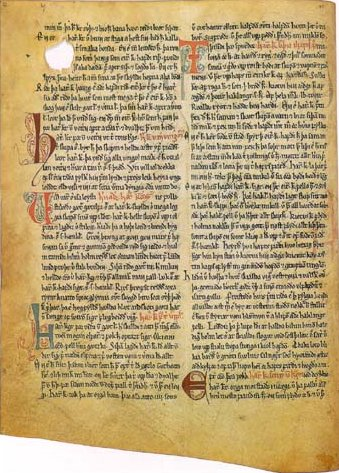
O pagină a copiei lui Eggertson copy din Heimskringla

Heimskringla este numele dat de Johan Peringskiöld Istoriei Regilor Nordului în traducerea sa în suedeză publicată în 1697. Istoria originală a fost scrisă în nordica veche în Islanda de poetul și istoricul Snorri Sturluson (1179 – 1242) în anii ce au urmat terminării primei sale mari opere, the Edda, in 1220.
Istoria este o colecție de povestiri despre Regii Norvegiei începând cu dinastia suedeză legendară a Ynlingilor, urmată de descrierea mai apropiată de realitatea istorică a domniilor norvegiene din secolul al X-lea până în secolul al XII-lea, până la moartea lui Eystein Meyla în 1177. Este scrisă sub formă de saga-uri ale regilor, din care Snorri, un legiuitor și un cărturar educat din Islanda, avea o colecție extinsă. Aceasta din urmă dar și datele istorice strânse în călătoriile sale în Norvegia și Suedia i-au servit drept surse, dar saga-urile care formează Istoria sunt compuse de el.

## Istoria manuscrisului

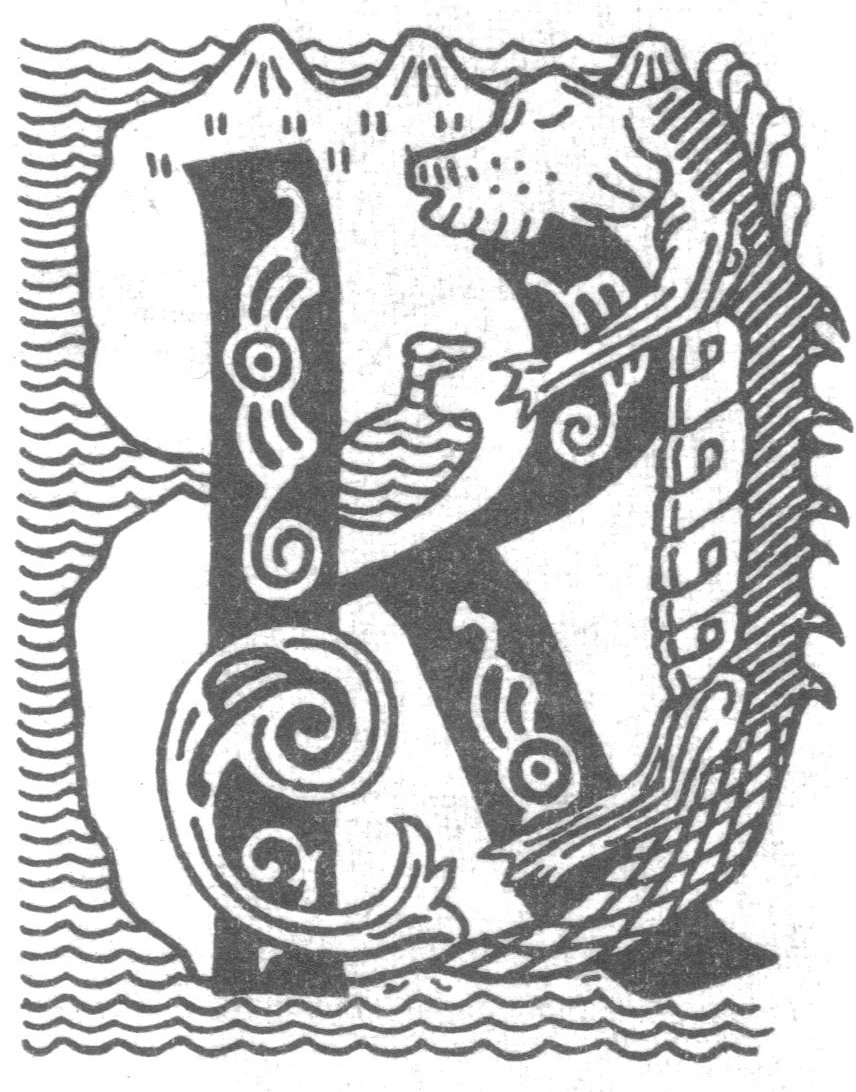
Gerhard Munthe, Kringla Heimsins, ilustraţie pentru Saga despre Ynlingi.

Cea mai timpurie copie pe pergament a lucrării s-a numit Kringla. A călătorit din Islanda la Bergen, Norvegia (probabil cu Sturla Tordson in 1263) și a fost mutată la Copenhaga, la Biblioteca Universității. Între timp își pierduse prima pagină, dar cea de-a doua (începutul actual din Saga despre Ynlingi) începe cu Kringla heimsins, "cercul Pământului" în traducerea lui Laing.
În secolul al XVII-lea au fost făcute copii de către islandezii Jon Eggertson și Asgeir Jonsson. Copia lui Eggertson a ajuns la Biblioteca Regală din Stockholm. În 1728 manuscrisul de la Copenhaga a ars.
Ulterior, manuscrisul de Stockholm a fost tradus în Suedeză și latină de către Johan Peringskiöld (din ordinul lui Carol al XI-lea al Suediei) și publicat în 1697 la Stockholm sub titlul de Heimskringla, aceasta fiind de altfel și prima apariție ad-literam a numelui. O traducere daneză de către Gerhard Schöning a urmat în 1777 (din ordinul lui Frederick al VI-lea al Danemarcei pe atunci prinț moștenitor). O traducere în engleză a fost realizată de Samuel Laing publicată în 1844 cu o a doua ediție în 1889. Alte traduceri în Engleză au urmat.

## Prezentare generală
Heimskringla îl urmărește pe Odin și pe oamenii sai de la Răsărit, din Asaland și Asgard orașul ei principal, până la stabilirea lor în Scandinavia. Narează întrecerile între regi, înființarea regatelor Norvegie, Suediei, și Danmarcei, expedițiile vikingilor și cuceririle lor din Anglia. Povestirile sunt narate cu vivacitate și căldură, transmițând o imagine completă a vieții omenești cu toate fațetele sale. Saga despre Olaf Haraldsson acoperă cea mai mare parte a operei. Celor doar 15 ani de domnie ai săi le este dedicată o treime din lucrare.
Saga despre Harold Hardrade povestește aventurile sale în Rusia Kieveană, cariera sa spectaculoasă în serviciul Imperiului Bizantin cu expediții și fapte de arme în Siria și Sicilia, amintind și despre talentul său poetic, și bătăliile sale din Anglia cu Harold Godwinson, fiul seniorului Godwin, care i-au adus moartea la Stamford Bridge în 1066 cu doar câteva zile înainte ca Harold să cadă și el la  Hastings. Această saga este o splendidă epopee în proză, și are o oarecarre importanță pentru Istoria Angliei. Prima parte din Heimskringla își are rădăcinile în Mitologia Scandinavă; apoi treptat, credința populară și faptele se împletesc în mod curios ajungându-se in cele din urmă la realitate istorică.

## Cuprins
Heimskringla conține următoarele saga-uri:
1. Ynglinga saga
2. Saga despre Halfdan Svarte (cel Negru)
3. Saga despre Harald Hårfagre (Hårfagre: „păr frumos”) (d. ca. 931)
4. Saga despre Håkon cel Bun (d. 961)
5. Saga despre Regele Harald Grafeld (d. 969)
6. Saga despre Regele Olaf Tryggvason (died 1000)
7. Saga despre Olaf Haraldson (d. 1030), fragment din convertirea lui Dale-Gudbrand
8. Saga despre Magnus cel Bun (died 1047)
9. Saga despre Harald Hardråde (d. 1066)
10. Saga despre Olaf Kyrre (d. 1093)
11. Saga despre Magnus Barefoot (d. 1103)
12. Saga despre Sigurd Cruciatul (d. 1130) și frații săi
13. Saga despre Magnus cel Orb (detronat în 1135) și despre Harald Gille (d. 1136)
14. Saga despre Sigurd (d. 1155), Eystein (d. 1157) și Inge (d. 1161), fiii lui Harald
15. Saga despre Håkon Herdebreid (d. 1162)
16. Saga despre Magnus Erlingson (d. 1184)